# Penstemon pseudoparvus
Espèce
Penstemon pseudoparvus  est une espèce de plantes de la famille des Plantaginacées, originaire d'Amérique du Nord. Elle est connue sous le nom de     San Mateo Beardtongue en anglais.

## Description
Cette espèce est pérenne et peut atteindre 30cm de hauteur. Les fleurs sont généralement de couleur bleue. 